# Marktkreuz (Doune)

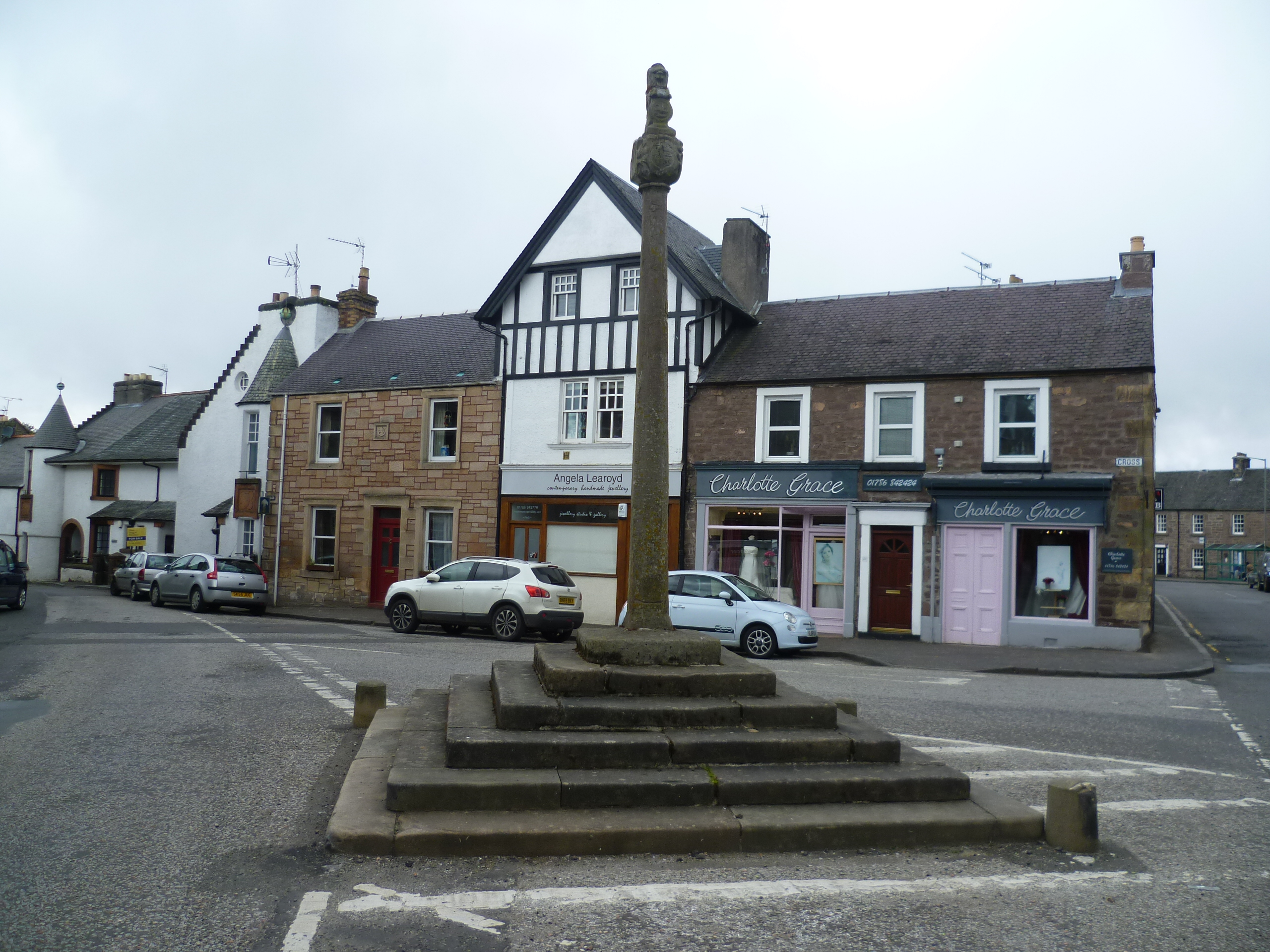
Marktkreuz von Doune

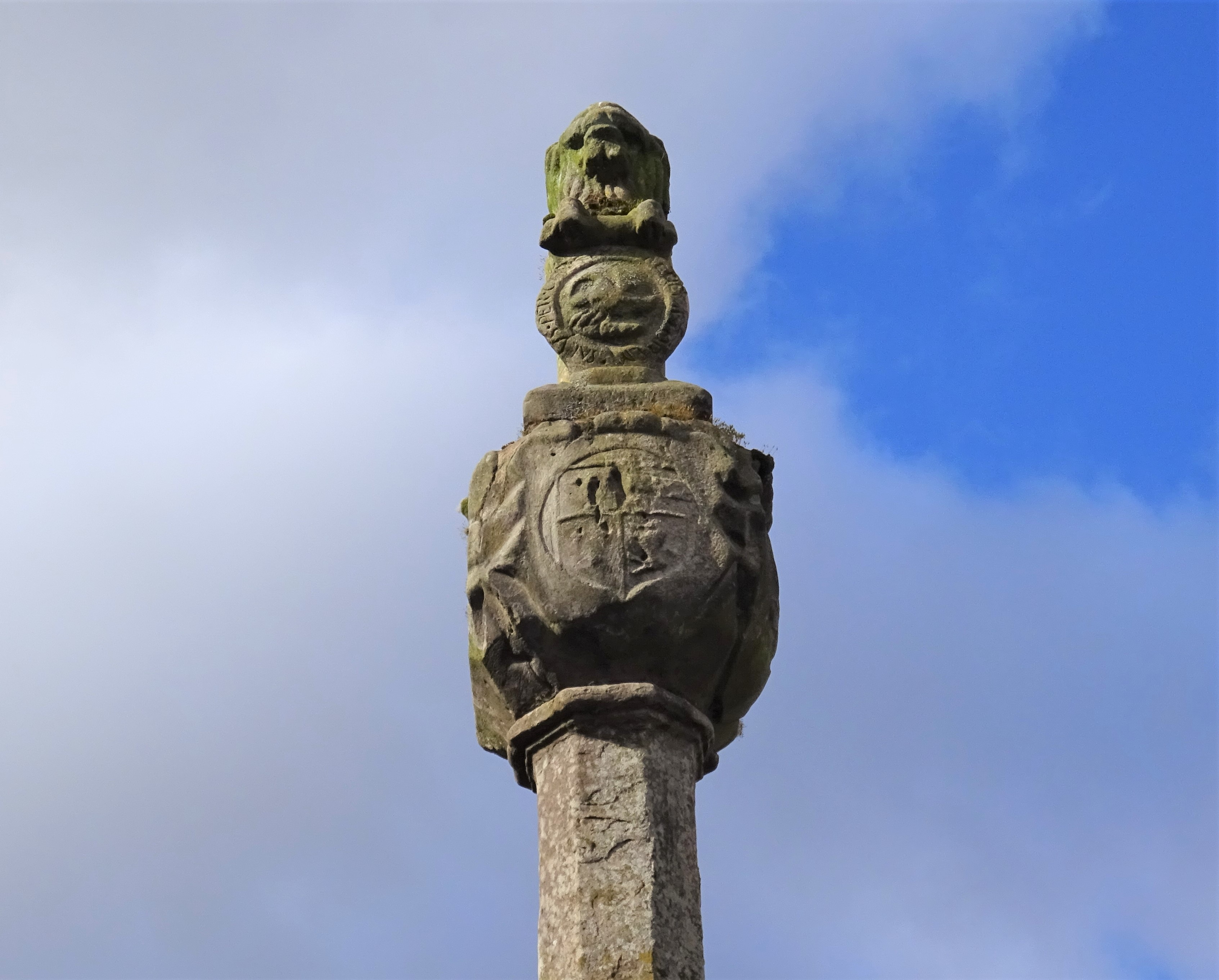
Detail des Kopfes

Das Marktkreuz von Doune ist das Marktkreuz der schottischen Ortschaft Doune in der Council Area Stirling. 1971 wurde das Bauwerk in die schottischen Denkmallisten in der höchsten Denkmalkategorie A aufgenommen. Zwischen 1955 und 2016 war das Marktkreuz zusätzlich als Scheduled Monument eingestuft.

## Beschreibung
Das Marktkreuz wurde im Laufe des 17. Jahrhunderts errichtet. Historic Scotland geben einen Bauzeitraum um 1620 an. In einem Regierungserlass aus dem Jahre 1696 wird hingegen von dem „kürzlich errichteten Marktkreuz von Doune“ gesprochen.
Heute steht das Marktkreuz inmitten einer Verkehrsinsel auf der als The Cross bezeichneten Einmündung der von der A84 kommenden George Street in die Main Street (A820) im Zentrum von Doune. Es ruht auf einem sechsstufigen Postament. Von diesem ragt ein oktogonaler Schaft auf. Die aufsitzende Urne ist mit den Wappen der Morays und der Campbells gestaltet. Das Marktkreuz schließt mit zwei Sonnenuhren und einer Löwenskulptur.